# Antão Gonçalves

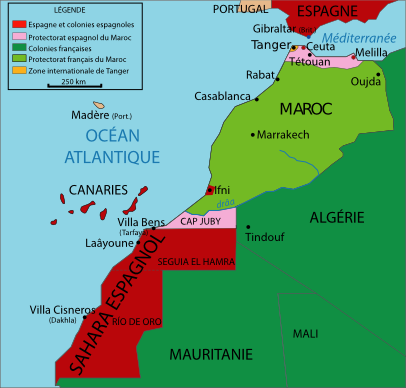
Situering van Río de Oro

Antão Gonçalves (†1501) was een Portugese ontdekkingreizer en zeevaarder uit de 15e eeuw ten tijde van Hendrik de Zeevaarder.

## Levensloop
In 1441 voer hij met een klein schip met een bemanning van eenentwintig man naar het zuiden van Kaap Bojador, naar de regio Río de Oro, met als doel pelzen en vet van zeeleeuwen te bemachtigen. Even later kwam de expeditie onder leiding van Nuno Tristão aan. Antão Gonçalves had tijdens het jagen een jonge inheemse kamelendrijver gevangengenomen. Nuno Tristão had aan boord een Moorse gids mee. De jonge man werd ondervraagd en leidde de Portugezen naar zijn vissersdorp. Daar namen ze tien inboorlingen, azenegue, gevangen. Gonçalves keerde met zijn tien slaven terug naar Portugal; Nuno Tristão zette zijn expeditie verder naar het zuiden tot aan Kaap Blanco. 
Onder de tien slaven bevond zich ook het dorpshoofd. Die vroeg aan Hendrik de Zeevaarder of hij mocht terugkeren naar zijn geboortedorp; dit werd toegestaan. In 1442 keerde Antão Gonçalves met het dorpshoofd terug en werden handelscontacten gesmeed.
Op de derde reis 1444 ging ontdekkingsreiziger João Fernandes mee. João Fernandes, ooit gevangengenomen door de Moren, was gefascineerd door het binnenland van Afrika en ook door de verhalen over Pape Jan. João Fernandes trok gedurende zeven maand het binnenland in. Zijn ervaringen werden neergepend door Gommes Eannes de Azurara.
Op zijn vierde en laatste reis ging de latere ontdekkingsreiziger Diogo Afonso mee en keerde hij terug met João Fernandes. Na zijn vier reizen was hij een jaar gouverneur van Lanzarote (1448-1449) en daarna was hij burgemeester van Tomar tot aan zijn dood.